# Game of Aces
Pour plus de détails, voir Fiche technique et Distribution.
Game of Aces est un film d'action sur la Première Guerre mondiale écrit et réalisé en 2016 par Damien Lay, qui en est à sa première réalisation d'un film de fiction. Le film met en vedette Chris Klein, Victoria Summer et Werner Daehn, qui joue le rôle d'un agent double allemand dont tous les dialogues sont en allemand et sous-titrés en anglais ; Summer parle également allemand pendant la majeure partie du film.

## Synopsis
En 1918, le général britannique Rupert Graves III (Randy Oglesby (en)) recrute Eleanor Morgan (Victoria Summer), une infirmière et traductrice anglaise, pour l'aider à localiser et à ramener un pilote allemand de haut niveau qui s'est écrasé en Égypte. Morgan fait équipe avec le capitaine Jackson Cove (Chris Klein), un pilote américain volant pour les forces alliées britanniques, qui naviguera jusqu'au site du crash. Cove a été interdit de vol en raison de son alcoolisme qui l'a conduit à faire s'écraser neuf avions.
Pendant la traversée du désert du Sahara, Cove et Morgan établissent un partenariat improbable en recherchant le capitaine Josef von Zimmerman (Werner Daehn), un as qui a tué le jeune frère de Cove lors d'un combat aérien. Apparemment, von Zimmermann est devenu un traître et propose aux Britanniques de leur fournir de précieux renseignements.
Lorsque Morgan et Cove parviennent enfin à localiser von Zimmermann, celui-ci est gravement blessé et amnésique. Devant la tâche colossale de retourner au Caire, le trio s'oppose dans un jeu élaboré et mortel de tromperie et de survie. L'arrivée d'un pilote allemand à bord d'un chasseur triplan Fokker Dr.1 mène à une conclusion apocalyptique de leurs luttes épiques. L'actrice britannique Sarah Lynn Dawson apparaît également dans le film dans le rôle de l'infirmière britannique Patricia Evans. La fin du film, pleine de rebondissements, laisse entrevoir la possibilité d'une suite.

## Distribution
- Chris Klein dans le rôle du Capitan Jackson Cove
- Victoria Summer dans le rôle de l'infirmière Eleanor Morgan
- Werner Daehn dans le rôle de Josef von Zimmermann
- Randy Oglesby (en) dans le rôle du général Rupert Graves III
- Sarah Lynn Dawson dans le rôle de Patricia Evans
- Guido Foehrweisser dans le rôle d'un pilote allemand
- Arthur Kleinpell dans le rôle d'un pilote

## Production
Game of Aces est un film qui n'aurait coûté que 500 000 dollars. Les prises de vue principales ont eu lieu aux Dumont Dunes, près du parc national de la Vallée de la Mort, à la frontière du Nevada et de la Californie. Outre les répliques de Royal Aircraft Factory S.E.5, deux répliques de Fokker Dr.1 ont été présentées, bien que l'une d'entre elles ait été accidentée. Le triplan allemand est l'un des avions les plus identifiables de la Première Guerre mondiale.

## Accueil
Game of Aces est sorti dans certains cinémas le 2 septembre 2016. Les critiques ont noté que la production à petit budget avait une séquence d'ouverture captivante, mais qu'elle s'enlisait dans les intrigues alambiquées de la dernière moitié. Steven Wright, dans sa critique pour Slant Magazine, a noté : "Chaque facette de sa construction dépouillée - seulement trois personnages principaux, un décor unifié et une durée d'environ un jour - reflète une approche astucieuse et utilitaire à la fois de l'intrigue et du budget".